# Humboldt (Iowa)
Pour les articles homonymes, voir Humboldt.
Humboldt est une ville du comté de Humboldt, en Iowa, aux États-Unis. Elle est fondée en 1863 et incorporée le 22 mars 1874.

## Source de la traduction
- (en) Cet article est partiellement ou en totalité issu de l’article de Wikipédia en anglais intitulé « Humboldt, Iowa » (voir la liste des auteurs).